# انتونیو مندز
انتونیو مندز (انگلیسی: Antonio Méndez؛ زادهٔ ۷ فوریهٔ ۱۹۷۰) بازیکن فوتبال اهل اسپانیا است.
از باشگاه‌هایی که در آن بازی کرده‌است می‌توان به باشگاه فوتبال رکریتیوو اوئلوا، باشگاه فوتبال خرز، باشگاه فوتبال کادیس، و باشگاه فوتبال رئال مورسیا اشاره کرد.